# Амазонски делфин
Амазонски делфин (лат. Inia geoffrensis) је сисар из реда китова (Cetacea) и фамилије Iniidae. 

## Угроженост
Подаци о угрожености ове врсте су недовољни.

## Распрострањење
Ареал врсте покрива средњи број држава. 
Врста има станиште у Боливији, Бразилу, Венецуели, Колумбији, Перуу, Еквадору и Француској Гвајани. Насељава сливове река Амазон, Ориноко и Арагваја са Токантинсом.

## Станиште
Станишта врсте су реке и језера.